# Parque histórico estatal Empire Mine
El Parque Histórico Estatal Empire Mine (Empire Mine State Historic Park) es una mina y parque protegido por el estado de California, ubicado en las montañas de Sierra Nevada en Grass Valley, California, Estados Unidos. El Empire Mine está en el Registro Nacional de Lugares Históricos, designado un Distrito Histórico y un Monumento Histórico de California. Desde 1975, los Parques Estatales de California han administrado y mantenido la mina como un sitio histórico. El Empire Mine es "una de las minas de oro más viejas, largas, hondas, y ricas de California". Entre 1850 y su clausura en 1956, el Empire Mine produjo 5.8 millones de onzas (165 toneladas) de oro, extraídas de 591 kilómetros de pasajes subterráneos.

## Historia
En octubre de 1850, George Roberts descubrió oro en un afloramiento de cuarzo en Ophir Hill, pero vendió la reclamación en 1851 a Woodbury, Parques y Cía. (Woodbury, Parks and Co.) por $350 (o alrededor de $13,000 hoy, ajustado por inflación). La Compañía Woodbury consolidó varios reclamos locales en la Mina Ophir Hill, pero la mala administración de finanzas obligó la venta del negocio en una subasta en 1852. La mina fue comprada por John P. Rush y la compañía Empire Quartz Hill.: 27  La compañía Empire Mining se constituyó en 1854, después de comprar la parte restante de John Rush.: 15, 28 : 87  A medida que corría la voz de que se había encontrado oro de roca dura en California, los mineros de las minas de estaño y cobre de Cornualles, Inglaterra, llegaron para compartir sus experiencias y conocimientos en minería subterránea (roca dura). Particularmente importante fue la contribución del motor de Cornualles, operado a vapor, que vació las profundidades de la mina de su filtración constante de agua a un ritmo de 18,000 gal EE. UU. (68,000 L; 15,000 imp gal) por día.: 19–21  Esto permitió una mayor productividad y rápida expansión subterránea. A partir de 1895, la rueda hidráulica de Lester Allan Pelton proporcionó energía eléctrica para la mina y el molino de pisón.: 16  Los trabajadores córnicos proporcionaron la mayor parte de la fuerza laboral desde finales de la década de 1870 hasta el cierre de la mina ochenta años después.
William Bowers Bourn adquirió el control de la empresa en 1869.: 31  Bourn murió en 1874, y su finca continuó dirigiendo la mina pero abandonaron la veta de Ophir por Rich Hill en 1878.: 34  En 1878, el hijo de Bourn, William Bowers Bourn II, formó la empresa Original Empire, tomando control de los activos de la Compañía Empire Mining. Bourn II continuó trabajando en la veta Ophir después de que tocaron fondo a 370 m de profundidad; luego esta fue llenada de agua.: 87 Después de 1887, gracias a su apoyo financiero, el conocimiento minero y la administración de su primo menor George W. Starr, el Empire Mine se hizo famoso por su tecnología de minería.: 36 : 87  Bourn II compró la Mina North Star en 1884, transformándola en una de las minas más productivas, vendiéndosela a James Duncan Hague en 1887, junto con el control de Empire un año atrás.
Bourn II volvió a adquirir el control del Empire Mine en 1896, formando Minas Empire e Inversión Cía. (Empire Mines and Investment Co.). En 1897, encargó a Willis Polk con el diseño de la "Cabaña Empire" (Empire Cottage), utilizando roca de desecho de la mina. La "Cabaña" incluía un invernadero, jardines, fuentes y una piscina reflectante. Entre 1898 y 1905, se construyó cerca de la propiedad una casa club con canchas de tenis, una bolera y canchas de squash.: 39 
El Empire Mine instaló una planta de cianuro en 1910, que facilitó el proceso de recuperación de oro que la cloración. En 1915, Bourn II adquirió Minería Pensilvania Cía. (Pensilvania Mining Co.) y Work Your Own Diggings Cía., minas vecinas que le dieron a Empire Mines y Inversión Cía. (Empire Mines and Investment Co.) acceso a la veta de Pensilvania. La Mina North Star también tenía algunos derechos a esa veta pero ambas compañías se comprometieron e hicieron un arreglo.
En 1928, a la sugerencia de Fred Searls de Nevada City, Newmont Mining Corp. compró la Mina Empire de Bourn II. Newmont también compró la Mina North Star, resultando en Minas Empire-Star, Ltda.: 87  El negocio fue manejado por Fred Nobs y después por Jack Mann.
En el 8 de octubre de 1942, las minas de oro fueron delimitadas como "industria no esencial para el esfuerzo de la guerra" por la Junta de Producción de Guerra del gobierno de los EE. UU., lo cual suspendió las operaciones hasta el 30 de junio de 1945. Después de la guerra, una escasez de mineros calificados provocó que las operaciones disminuyeran por debajo del nivel de 1,402 metros en 1951.
En la década de 1950, los costos inflacionarios de la minería de oro hicieron que la operación fuera improductiva. En 1956, una huelga de los mineros por la caída de los salarios puso fin a las operaciones.: 77  Ellsworth Bennet, graduado de la Escuela de Minas Mackay (Mackay School of Mines) en 1910 en Reno, fue el último director del Empire Mine, y la única persona de la administración a la que se le permitió cruzar el piquete. Bennett supervisó el cierre del Empire el 28 de mayo de 1957, cuando se cerraron y retiraron las últimas bombas de agua de Cornualles. En su último año de operación en 1956, el Empire Mine había alcanzado una profundidad de inclinación de 3,355 metros.
En 1974, los Parques Estatales de California (California State Parks) compraron en su totalidad la propiedad del Empire Mine por $1.25 millones ($7.72 millones hoy), para crear un parque histórico estatal.: 81  El parque estatal ahora contiene 3.45 km², incluyendo zonas rurales boscosas. Newmont Mining retuvo los derechos minerales del Empire Mine y 47 acres si deciden reabrir Minas de Empire Star (Empire Star Mines).: 81 

## Geología

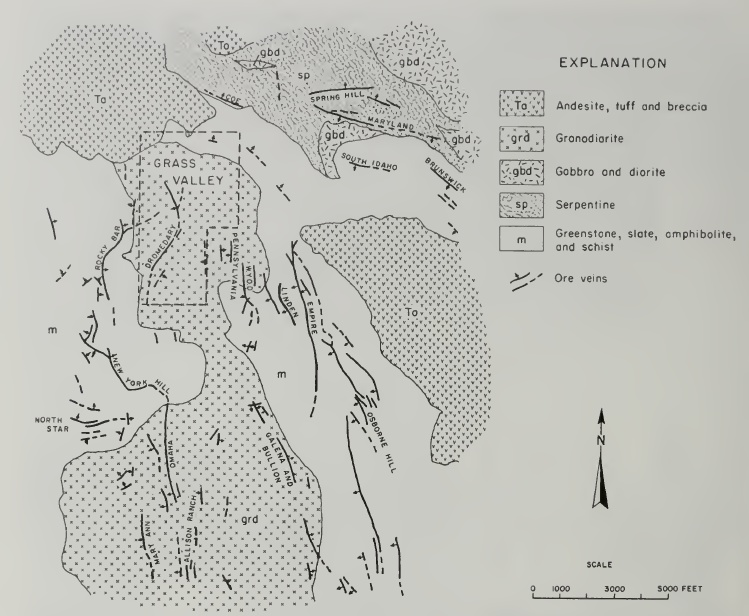
Mapa geológico de Grass Valley que muestra la granodiorita subyacente

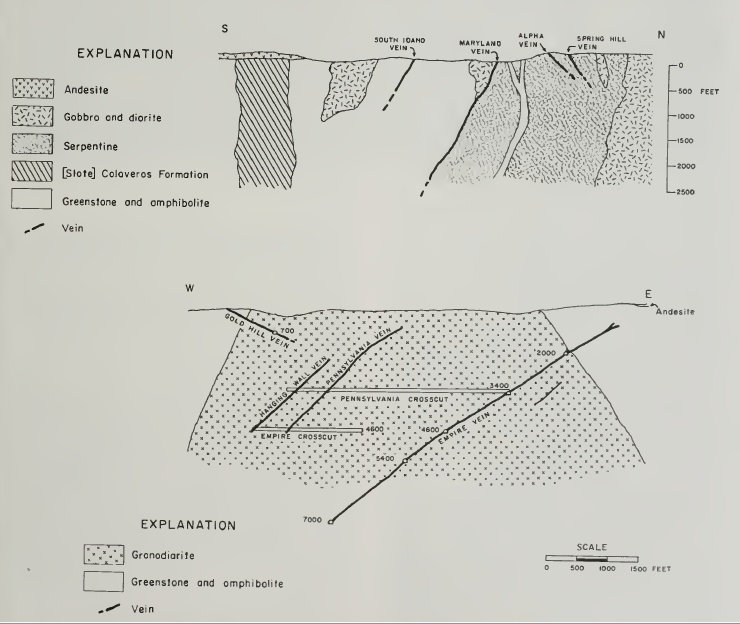
Sección transversal geológica de Grass Valley que muestra la veta Empire

Un cuerpo de Granodiorita de 8 km de largo, de norte a sur y hasta 3.2 km de ancho, subyace al distrito. Este cuerpo se introdujo en las rocas metamórficas circundantes. Los depósitos de mineral de oro residen en los filones, que van de 3 a 7 onzas por tonelada. La veta Empire aflora hacia el este en un rumbo norte-sur, descendiendo en un ángulo de 35 grados hacia el oeste. La veta se extrajo con pozos inclinados después del buzamiento con pozos horizontales (derivamientos) de 90 a 120 m a lo largo del rumbo. El mineral fue extraído usando una técnica de corte o minado que deja atrás un espacio abierto conocido como un realce.: 25 : 53–59 

## Museo

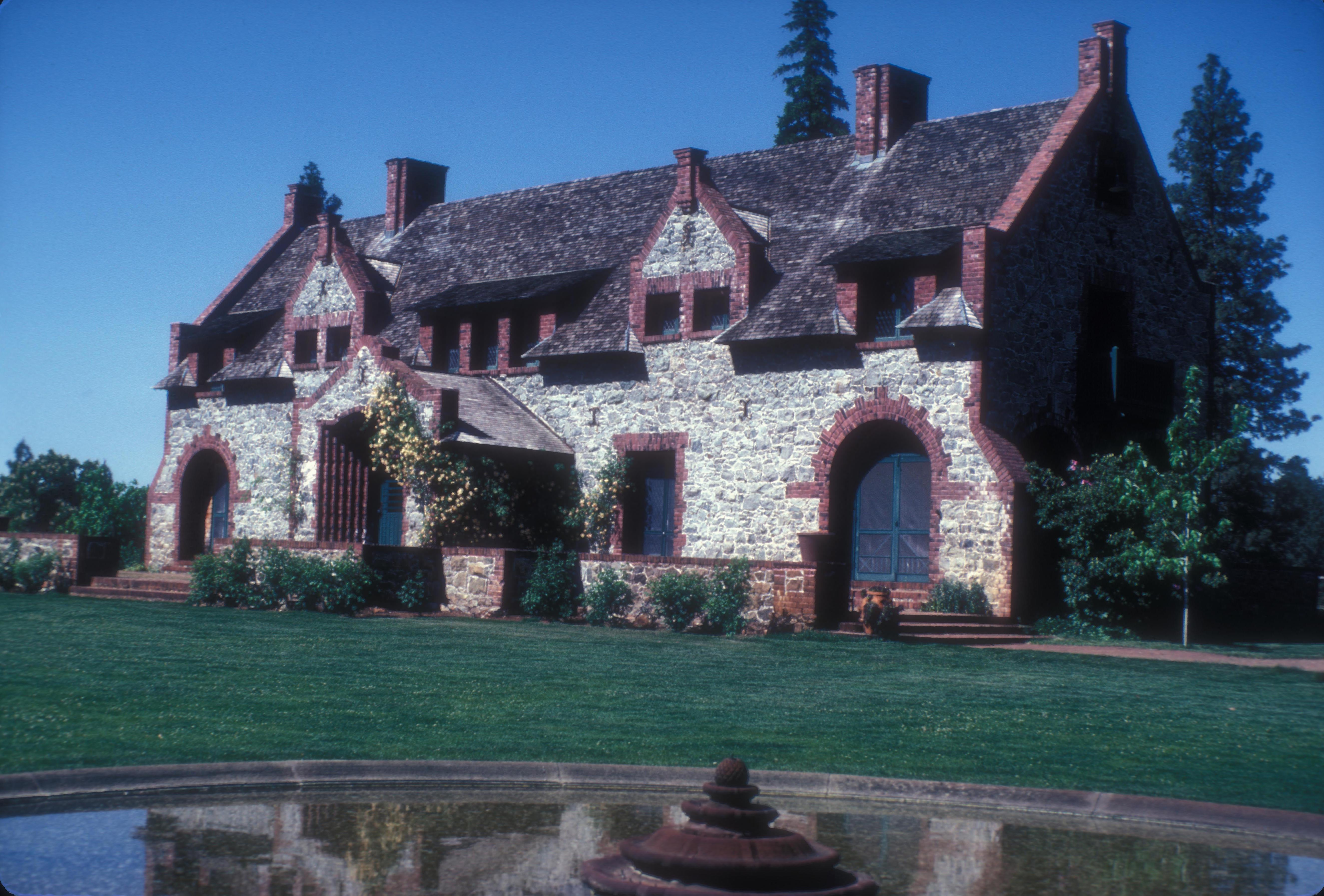
Empire Cottage se construyó utilizando roca estéril de la mina.

Los fines de semana, de mayo a octubre, voluntarios vestidos con ropa eduardiana ofrecen recorridos históricos del Bourn Cottage, una finca de campo de los 1890s de William Bourn Jr. y de la mina, con demostraciones de operaciones mineras.
El museo del parque contiene un modelo a escala de los trabajos subterráneos del complejo minero Empire/Star, exhibiciones de muestras de minerales de minas locales, una oficina de ensayo recreada y una colección de minerales. Hay 13 acres de jardines para recorrer.
La Fundación Sierra Gold Park (SGPF, sigla en inglés) proporciona los objetivos interpretativos y educativos de este parque histórico estatal a través de donaciones, ventas del centro de visitantes, cuotas de membresía y eventos especiales. La fundación tiene un grupo de voluntariado muy activo.